# Cinquième circonscription de la Côte-d'Or
La cinquième circonscription de la Côte-d'Or est l'une des 5 circonscriptions législatives françaises que compte le département de la Côte-d'Or (21) situé en région Bourgogne-Franche-Comté.

## Description géographique et démographique
La cinquième circonscription de la Côte-d'Or est délimitée par le découpage électoral de la loi no 86-1197 du 24 novembre 1986
, elle regroupe les divisions administratives suivantes :
- Canton d’Arnay-le-Duc
- Canton de Beaune-Nord
- Canton de Beaune-Sud
- Canton de Bligny-sur-Ouche
- Canton de Gevrey-Chambertin
- Canton de Liernais
- Canton de Nolay
- Canton de Nuits-Saint-Georges
- Canton de Pouilly-en-Auxois
- Canton de Saint-Jean-de-Losne
- Canton de Seurre.

Depuis le redécoupage de 2015, la circonscription regroupe à présent les cantons d'Arnay-le-Duc, de Beaune, de Brazay en Plaine, de Ladoix-Serrigny, et de Nuits-Saint-Georges ainsi qu'une partie du canton de Longvic.
D'après le recensement général de la population en 1999, réalisé par l'Institut national de la statistique et des études économiques (INSEE), la population totale de cette circonscription est estimée à 106356 habitants,.

## Historique des députations
| Législature | Début de mandat | Fin de mandat  | Député            | Parti politique | Observations                                                                           |
| ----------- | --------------- | -------------- | ----------------- | --------------- | -------------------------------------------------------------------------------------- |
| IXe         | 23 juin 1988    | 1er avril 1993 | François Patriat, | PS,             |                                                                                        |
| Xe          | 2 avril 1993    | 21 avril 1997  | Alain Suguenot,   | RPR,            | Mandat écourté à la suite d'une dissolution parlementaire décidée par Jacques Chirac.  |
| XIe         | 12 juin 1997    | 18 juin 2002   | François Patriat, | PS,             |                                                                                        |
| XIIe        | 19 juin 2002    | 19 juin 2007   | Alain Suguenot,   | UMP,            |                                                                                        |
| XIIIe       | 20 juin 2007    | 19 juin 2012   | Alain Suguenot,   | UMP,            |                                                                                        |
| XIVe        | 20 juin 2012    | 20 juin 2017   | Alain Suguenot    | UMP             | Maire de Beaune                                                                        |
| XVe         | 21 juin 2017    | 21 juin 2022   | Didier Paris      | LREM            |                                                                                        |
| XVIe        | 22 juin 2022    | 9 juin 2024    | Didier Paris      | LREM-Ensemble   | Mandat écourté à la suite d'une dissolution parlementaire décidée par Emmanuel Macron. |

## Historique des élections

### Élections de 1988
| Candidat       | Candidat                       | Parti          | Premier tour | Premier tour | Second tour | Second tour |  |
| Candidat       | Candidat                       | Parti          | Voix         | %            | Voix        | %           |  |
| -------------- | ------------------------------ | -------------- | ------------ | ------------ | ----------- | ----------- |  |
|                | François Patriat sortant réélu | PS             | 22 047       | 46,83        | 27 110      | 52,35       |  |
|                | Lucien Jacob sortant           | RPR (URC)      | 19 056       | 40,47        | 24 674      | 47,65       |  |
|                | Marie-Luc Dumont               | FN             | 3 578        | 7,6          |             |             |  |
|                | Tony Amodéo                    | PCF            | 2 402        | 5,1          |             |             |  |
|                |                                |                |              |              |             |             |  |
| Inscrits       | Inscrits                       | Inscrits       | 72 956       | 100,00       | 72 954      | 100,00      |  |
| Abstentions    | Abstentions                    | Abstentions    | 25 118       | 34,43        | 20 328      | 27,86       |  |
| Votants        | Votants                        | Votants        | 47 838       | 65,57        | 52 626      | 72,14       |  |
| Blancs et nuls | Blancs et nuls                 | Blancs et nuls | 755          | 1,58         | 842         | 1,6         |  |
| Exprimés       | Exprimés                       | Exprimés       | 47 083       | 98,42        | 51 784      | 98,4        |  |

Le suppléant de François Patriat était Jean-Claude Robert, conseiller général, maire de Gevrey-Chambertin.

### Élections de 1993
| Candidat       | Candidat                  | Parti          | Premier tour | Premier tour | Second tour | Second tour |  |
| Candidat       | Candidat                  | Parti          | Voix         | %            | Voix        | %           |  |
| -------------- | ------------------------- | -------------- | ------------ | ------------ | ----------- | ----------- |  |
|                | Alain Suguenot élu        | RPR (UPF)      | 19 625       | 41,4         | 26 985      | 54,95       |  |
|                | François Patriat sortant  | PS (ADFP)      | 13 947       | 29,42        | 22 123      | 45,05       |  |
|                | Pierre Jaboulet-Vercherre | FN             | 6 455        | 13,62        |             |             |  |
|                | Sophie Bouchard           | Les Verts (EÉ) | 2 784        | 5,87         |             |             |  |
|                | Eric Davillerd            | PCF            | 2 163        | 4,56         |             |             |  |
|                | Nicole Lefebvre           | LT-LNÉ         | 1 487        | 3,14         |             |             |  |
|                | Christian Mazuer          | MDD            | 539          | 1,14         |             |             |  |
|                | Christiane Charbonnier    | AP             | 402          | 0,85         |             |             |  |
|                |                           |                |              |              |             |             |  |
| Inscrits       | Inscrits                  | Inscrits       | 74 198       | 100,00       | 74 184      | 100,00      |  |
| Abstentions    | Abstentions               | Abstentions    | 24 213       | 32,63        | 22 280      | 30,03       |  |
| Votants        | Votants                   | Votants        | 49 985       | 67,37        | 51 904      | 69,97       |  |
| Blancs et nuls | Blancs et nuls            | Blancs et nuls | 2 583        | 5,17         | 2 796       | 5,39        |  |
| Exprimés       | Exprimés                  | Exprimés       | 47 402       | 94,83        | 49 108      | 94,61       |  |

Le suppléant d'Alain Suguenot était Pierre Damy, maire de Savouges.

### Élections de 1997
| Candidat       | Candidat                  | Parti          | Premier tour | Premier tour | Second tour | Second tour |  |
| Candidat       | Candidat                  | Parti          | Voix         | %            | Voix        | %           |  |
| -------------- | ------------------------- | -------------- | ------------ | ------------ | ----------- | ----------- |  |
|                | François Patriat élu      | PS             | 16 351       | 33,24        | 27 853      | 53,84       |  |
|                | Alain Suguenot sortant    | RPR            | 13 551       | 27,54        | 23 877      | 46,16       |  |
|                | Pierre Jaboulet-Vercherre | FN             | 8 926        | 18,14        |             |             |  |
|                | Jean Guerret              | PCF            | 2 209        | 4,49         |             |             |  |
|                | Jean-Maurice de Truchis   | LDI (MPF)      | 1 843        | 3,75         |             |             |  |
|                | Jean-Jacques Bernard      | Les Verts      | 1 731        | 3,52         |             |             |  |
|                | Jean-Noël Couzon          | Divers droite  | 1 553        | 3,16         |             |             |  |
|                | Régis Mayet               | LO             | 1 148        | 2,33         |             |             |  |
|                | Nathalie Malka            | LCR            | 974          | 1,98         |             |             |  |
|                | Max Chaudron              | MÉI            | 912          | 1,85         |             |             |  |
|                |                           |                |              |              |             |             |  |
| Inscrits       | Inscrits                  | Inscrits       | 74 532       | 100,00       | 74 511      | 100,00      |  |
| Abstentions    | Abstentions               | Abstentions    | 22 903       | 30,73        | 19 564      | 26,26       |  |
| Votants        | Votants                   | Votants        | 51 629       | 69,27        | 54 947      | 73,74       |  |
| Blancs et nuls | Blancs et nuls            | Blancs et nuls | 2 431        | 4,71         | 3 217       | 5,85        |  |
| Exprimés       | Exprimés                  | Exprimés       | 49 198       | 95,29        | 51 730      | 94,15       |  |

Le suppléant de François Patriat était Jean-Claude Robert. Jean-Claude Robert remplaça François Patriat, nommé membre du gouvernement, du 19 novembre 2000 au 18 juin 2002.

### Élections de 2002
| Candidat       | Candidat                            | Parti          | Premier tour | Premier tour | Second tour | Second tour |  |
| Candidat       | Candidat                            | Parti          | Voix         | %            | Voix        | %           |  |
| -------------- | ----------------------------------- | -------------- | ------------ | ------------ | ----------- | ----------- |  |
|                | Alain Suguenot élu                  | UMP            | 20 410       | 40,88        | 24 313      | 51,18       |  |
|                | François Patriat sortant            | PS             | 18 770       | 37,59        | 23 194      | 48,82       |  |
|                | Nicole Jaboulet-Vercherre           | FN             | 6 447        | 12,91        |             |             |  |
|                | Michel Couturier                    | CPNT           | 735          | 1,47         |             |             |  |
|                | Yvette André                        | LCR            | 594          | 1,19         |             |             |  |
|                | Jean-Maurice de Truchis de Varennes | MPF            | 502          | 1,01         |             |             |  |
|                | Nicole Essayan                      | MÉI            | 476          | 0,95         |             |             |  |
|                | Jacques Thomas                      | SÉGA           | 464          | 0,93         |             |             |  |
|                | Françoise Petet                     | LO             | 442          | 0,89         |             |             |  |
|                | Gérard Allexant                     | MNR            | 385          | 0,77         |             |             |  |
|                | Jean-Noël Faccini                   | GÉ             | 274          | 0,55         |             |             |  |
|                | Jean-Baptiste Bouhey                | Divers         | 231          | 0,46         |             |             |  |
|                | Chantal Charau                      | Divers         | 117          | 0,23         |             |             |  |
|                | Henri Boucher                       | Divers         | 83           | 0,17         |             |             |  |
|                |                                     |                |              |              |             |             |  |
| Inscrits       | Inscrits                            | Inscrits       | 77 586       | 100,00       | 77 579      | 100,00      |  |
| Abstentions    | Abstentions                         | Abstentions    | 26 719       | 34,44        | 28 465      | 36,69       |  |
| Votants        | Votants                             | Votants        | 50 867       | 65,56        | 49 114      | 63,31       |  |
| Blancs et nuls | Blancs et nuls                      | Blancs et nuls | 937          | 1,84         | 1 607       | 3,27        |  |
| Exprimés       | Exprimés                            | Exprimés       | 49 930       | 98,16        | 47 507      | 96,73       |  |

Le suppléant d'Alain Suguenot était Pierre Damy, agent principal des transmissions et de l'électronique, maire de Savouges.

### Élections de 2007
|                | Alain Suguenot sortant réélu | UMP            | 25 313 | 52,68  |  |  |  |
|                | Jean-Claude Robert           | PS             | 11 937 | 24,84  |  |  |  |
|                | Sophie Vielfaure             | UDF–MoDem      | 3 165  | 6,59   |  |  |  |
|                | Pierre Jaboulet-Vercherre    | FN             | 2 693  | 5,61   |  |  |  |
|                | Christine Durnerin           | Les Verts      | 1 112  | 2,31   |  |  |  |
|                | Yves Hollinger               | LCR            | 996    | 2,07   |  |  |  |
|                | Jean-Claude Salomon          | PCF            | 717    | 1,49   |  |  |  |
|                | Jérôme Joussen               | LT-LNÉ         | 612    | 1,27   |  |  |  |
|                | Philippe Gervaud             | MPF            | 515    | 1,07   |  |  |  |
|                | Françoise Petet              | LO             | 443    | 0,92   |  |  |  |
|                | Roland Essayan               | Divers         | 338    | 0,7    |  |  |  |
|                | Roger Saunois                | S&P            | 205    | 0,43   |  |  |  |
|                |                              |                |        |        |  |  |  |
| Inscrits       | Inscrits                     | Inscrits       | 81 389 | 100,00 |  |  |  |
| Abstentions    | Abstentions                  | Abstentions    | 32 541 | 39,98  |  |  |  |
| Votants        | Votants                      | Votants        | 48 848 | 60,02  |  |  |  |
| Blancs et nuls | Blancs et nuls               | Blancs et nuls | 802    | 1,64   |  |  |  |
| Exprimés       | Exprimés                     | Exprimés       | 48 046 | 98,36  |  |  |  |

### Élections de 2012
| Candidat       | Candidat                     | Parti          | Premier tour | Premier tour | Second tour | Second tour |  |
| Candidat       | Candidat                     | Parti          | Voix         | %            | Voix        | %           |  |
| -------------- | ---------------------------- | -------------- | ------------ | ------------ | ----------- | ----------- |  |
|                | Alain Suguenot sortant réélu | UMP            | 21 494       | 43,20        | 26 874      | 56,24       |  |
|                | Daniel Cadoux                | PRG (PS)       | 15 637       | 31,43        | 20 908      | 43,76       |  |
|                | Rémy Boursot                 | RBM (FN)       | 7 222        | 14,52        |             |             |  |
|                | Delphine Helle               | FG (GU) (PCF)  | 1 804        | 3,63         |             |             |  |
|                | Alexandre Sokolovitch        | EÉLV (MÉI)     | 1 096        | 2,20         |             |             |  |
|                | Patrick Hillon               | CpF (MoDem)    | 801          | 1,61         |             |             |  |
|                | Magalie Michaud              | DLR            | 456          | 0,92         |             |             |  |
|                | Agnès Meyniel                | AÉI            | 315          | 0,63         |             |             |  |
|                | Eugène Krempp                | Cap21          | 300          | 0,60         |             |             |  |
|                | Françoise Petet              | LO             | 199          | 0,40         |             |             |  |
|                | Yves Hollinger               | NPA            | 149          | 0,30         |             |             |  |
|                | Viviane Bienfait             | S&P            | 145          | 0,29         |             |             |  |
|                | Lise-Marie Buet              | PCD            | 134          | 0,27         |             |             |  |
|                |                              |                |              |              |             |             |  |
| Inscrits       | Inscrits                     | Inscrits       | 82 966       | 100,00       | 82 948      | 100,00      |  |
| Abstentions    | Abstentions                  | Abstentions    | 32 522       | 39,2         | 33 892      | 40,86       |  |
| Votants        | Votants                      | Votants        | 50 444       | 60,8         | 49 056      | 59,14       |  |
| Blancs et nuls | Blancs et nuls               | Blancs et nuls | 692          | 1,37         | 1 274       | 2,6         |  |
| Exprimés       | Exprimés                     | Exprimés       | 49 752       | 98,63        | 47 782      | 97,4        |  |

### Élections de 2017
|                                                                               |                                                     |                           |                           |                          |                          |
|                                                                               |                                                     | Premier tour 11 juin 2017 | Premier tour 11 juin 2017 | Second tour 18 juin 2017 | Second tour 18 juin 2017 |
|                                                                               |                                                     |                           |                           |                          |                          |
|                                                                               |                                                     | Nombre                    | % des inscrits            | Nombre                   | % des inscrits           |
| Inscrits                                                                      | Inscrits                                            | 84 442                    | 100,00                    | 84 433                   | 100,00                   |
| Abstentions                                                                   | Abstentions                                         | 42 038                    | 49,78                     | 47 455                   | 56,20                    |
| Votants                                                                       | Votants                                             | 42 404                    | 50,22                     | 36 978                   | 43,80                    |
|                                                                               |                                                     |                           | % des votants             |                          | % des votants            |
| Bulletins blancs                                                              | Bulletins blancs                                    | 633                       | 1,49                      | 2 846                    | 7,70                     |
| Bulletins nuls                                                                | Bulletins nuls                                      | 240                       | 0,57                      | 992                      | 2,68                     |
| Suffrages exprimés                                                            | Suffrages exprimés                                  | 41 531                    | 97,94                     | 33 140                   | 89,62                    |
|                                                                               |                                                     |                           |                           |                          |                          |
| Candidat Étiquette politique (partis et alliances)                            | Candidat Étiquette politique (partis et alliances)  | Voix                      | % des exprimés            | Voix                     | % des exprimés           |
|                                                                               |                                                     |                           |                           |                          |                          |
|                                                                               | Didier Paris La République en marche                | 15 428                    | 37,15                     | 17 821                   | 53,77                    |
|                                                                               | Hubert Poullot Les Républicains                     | 10 336                    | 24,89                     | 15 319                   | 46,23                    |
|                                                                               | René Lioret Front national                          | 7 120                     | 17,14                     |                          |                          |
|                                                                               | Élisabeth Kremer La France insoumise                | 4 041                     | 9,73                      |                          |                          |
|                                                                               | Jérôme Flache Parti socialiste                      | 1 947                     | 4,69                      |                          |                          |
|                                                                               | Carole Bernhard Europe Écologie Les Verts           | 1 121                     | 2,70                      |                          |                          |
|                                                                               | Jacques Cardot Parti communiste français            | 496                       | 1,19                      |                          |                          |
|                                                                               | Patrick Muller Écologiste (Mouvement 100 %)         | 431                       | 1,04                      |                          |                          |
|                                                                               | Édouard Clair Divers (Union populaire républicaine) | 356                       | 0,86                      |                          |                          |
|                                                                               | Françoise Petet Lutte ouvrière                      | 255                       | 0,61                      |                          |                          |
| Source : Ministère de l'Intérieur - Cinquième circonscription de la Côte-d'Or |                                                     |                           |                           |                          |                          |

### Élections de 2022
| Résultats des élections législatives des 12 et 19 juin 2022 de la 5e circonscription de Côte-d'Or |                          |                          |                          |              |              |             |             |
| Candidat                                                                                          | Candidat                 | Parti et coalition       | Nuance                   | Premier tour | Premier tour | Second tour | Second tour |
| Candidat                                                                                          | Candidat                 | Parti et coalition       | Nuance                   | Voix         | %            | Voix        | %           |
|                                                                                                   | Didier Paris             | LREM (ENS)               | ENS                      | 11 326       | 26,83        | 20 031      | 54,24       |
|                                                                                                   | René Lioret              | RN                       | RN                       | 10 005       | 23,70        | 16 900      | 45,76       |
|                                                                                                   | Isabelle de Almeida,     | PCF (NUPES)              | NUP                      | 8 299        | 19,66        |             |             |
|                                                                                                   | Charlotte Fougère        | LR                       | LR                       | 5 620        | 13,31        |             |             |
|                                                                                                   | Hervé Moreau             | SE                       | DVD                      | 2 924        | 6,93         |             |             |
|                                                                                                   | Denis Jordan             | REC                      | REC                      | 1 843        | 4,37         |             |             |
|                                                                                                   | Clélia Robert            | SE                       | ECO                      | 1 430        | 3,39         |             |             |
|                                                                                                   | Françoise Petet          | LO                       | DXG                      | 400          | 0,95         |             |             |
|                                                                                                   | Jean-Claude Bouvarel     | DLF (UPF)                | DSV                      | 232          | 0,55         |             |             |
|                                                                                                   | Michel Lambert           | POID                     | DXG                      | 130          | 0,31         |             |             |
| Votes valides                                                                                     | Votes valides            | Votes valides            | Votes valides            | 42 209       | 97,87        | 36 928      | 90,54       |
| Votes blancs                                                                                      | Votes blancs             | Votes blancs             | Votes blancs             | 673          | 1,56         | 3 039       | 7,45        |
| Votes nuls                                                                                        | Votes nuls               | Votes nuls               | Votes nuls               | 244          | 0,57         | 818         | 2,01        |
| Total                                                                                             | Total                    | Total                    | Total                    | 43 126       | 100          | 40 785      | 100         |
| Abstention                                                                                        | Abstention               | Abstention               | Abstention               | 42 560       | 49,67        | 44 906      | 52,40       |
| Inscrits / participation                                                                          | Inscrits / participation | Inscrits / participation | Inscrits / participation | 85 686       | 50,33        | 85 691      | 47,60       |

### Élections de 2024
| Candidat                 | Candidat                 | Parti et coalition       | Nuance                   | Premier tour | Premier tour | Second tour | Second tour |
| Candidat                 | Candidat                 | Parti et coalition       | Nuance                   | Voix         | %            | Voix        | %           |
| ------------------------ | ------------------------ | ------------------------ | ------------------------ | ------------ | ------------ | ----------- | ----------- |
|                          | René Lioret              | RN                       | RN                       | 26 514       | 45,31        | 28 677      | 50,04       |
|                          | Didier Paris             | RE (ENS)                 | ENS                      | 18 128       | 30,98        | 28 633      | 49,96       |
|                          | Jérôme Flache            | PCF (NFP)                | UG                       | 11 297       | 19,30        | Retrait     | Retrait     |
|                          | Arnaud Cheront           | RE diss.                 | DVD                      | 1 532        | 2,62         |             |             |
|                          | Françoise Petet          | LO                       | EXG                      | 819          | 1,40         |             |             |
|                          | Nicolas Baudot           | SE                       | DVC                      | 233          | 0,40         |             |             |
|                          |                          |                          |                          |              |              |             |             |
| Suffrages exprimés       | Suffrages exprimés       | Suffrages exprimés       | Suffrages exprimés       | 58 529       | 96,69        |             |             |
| Votes blancs             | Votes blancs             | Votes blancs             | Votes blancs             | 1 464        | 2,42         |             |             |
| Votes nuls               | Votes nuls               | Votes nuls               | Votes nuls               | 540          | 0,89         |             |             |
| Total                    | Total                    | Total                    | Total                    | 60 533       | 100          |             | 100         |
| Abstention               | Abstention               | Abstention               | Abstention               | 25 043       | 29,26        |             |             |
| Inscrits / participation | Inscrits / participation | Inscrits / participation | Inscrits / participation | 85 576       | 70,74        |             |             |

A noter que le candidat Nicolas Baudot ne disposait que de 3000 bulletins dans la circonscription. 
La suppléante de René Lioret est Honorine Dubief

#### Département de la Côte-d'Or
- La fiche de l'INSEE de cette circonscription : « Tableaux et Analyses de la cinquième circonscription de la Côte-d'Or », sur insee.fr, site de l'Institut national de la statistique et des études économiques (consulté le 10 juin 2007) [PDF]

- « Tous les députés du département de la Côte-d'Or depuis 1789 », sur assemblee-nationale.fr, site de l'Assemblée nationale française (consulté le 10 juin 2007)

- « Informations contentieuses sur le département de la Côte-d'Or (Élections législatives de 2002) »(Archive.org • Wikiwix • Archive.is • Google • Que faire ?), sur conseil-constitutionnel.fr, site du Conseil constitutionnel (consulté le 13 juin 2007)

#### Circonscriptions en France
- « Carte des circonscriptions législatives en France », sur assemblee-nationale.fr, site de l'Assemblée nationale française (consulté le 20 juin 2007)

- « Résultats électoraux officiels en France »(Archive.org • Wikiwix • Archive.is • Google • Que faire ?), sur interieur.gouv.fr, site du ministère de l'Intérieur (France) (consulté le 13 juin 2007)

- Description et Atlas des circonscriptions électorales de France sur http://www.atlaspol.com, Atlaspol, site de cartographie géopolitique, consulté le 13 juin 2007.